# Ditiokarb
Ditiokarb – organiczny związek chemiczny, sól sodowa dietyloditiokarbaminianu. Silny lek o działaniu przeciwutleniacza i działaniu chelatującym, stosowany w leczeniu niedoborów odpornościowych, np. AIDS. Wydaje się skuteczny w zmniejszaniu częstości zakażeń oportunistycznych i nowotworów u ludzi zarażonych wirusem HIV.